# SG tým
SG týmy jsou číslované týmy se zvláštními povinnostmi v programu Hvězdné brány. Původně bylo v roce 1997 vytvořeno devět týmů, od SG-1 do SG-9. (Epizoda 01-01: "Děti Bohů") Na konci seriálu bylo nejméně dvacet pět týmů, až do SG-25. (Epizoda 05-10: "Nezvaný host"). Většina týmů skládá se z členů Letectva USA, z příslušníků námořní pěchoty, civilistů a vojáků americké armády (SG-25).

## Seznam SG týmů
| Tým   | Druh týmu                | Členové                                                                      | Bývalí členové                                                       |
| ----- | ------------------------ | ---------------------------------------------------------------------------- | -------------------------------------------------------------------- |
| SG-1  | Průzkum                  | Cameron Mitchell, Samantha Carterová, Daniel Jackson, Teal'c, Vala Mal Doran | Jack O'Neill, Robert Makepeace, Matthison, Hagman, Jonas Quinn       |
| SG-2  | Průzkum                  | Carl Warren, Casey, Luis Ferretti, Michael Patrick Coburn, Michael Griff     | Charles Kawalsky†, Ben Pierce                                        |
| SG-3  | Jednotka námořní pěchoty | Albert Reynolds, Bosco, Castleman, Johnson, Peterson, Penhall, Carl Warren   | Robert Makepeace, Wade†, Morrison†, Teal'c                           |
| SG-4  | Ruský tým                | nejmenovaní členové                                                          | Sergej Ivanov, Kravčenko, Wallace, Babbis                            |
| SG-5  | Jednotka námořní pěchoty | Altman, Harper                                                               | Dean Barber†                                                         |
| SG-6  | Záchranný tým            | Barnes, Fisher, Ryan, Brooks                                                 |                                                                      |
| SG-7  | diplomatický             | nejmenovaní členové                                                          |                                                                      |
| SG-8  | neznámý                  | nejmenovaní členové                                                          |                                                                      |
| SG-9  | Průzkum                  | Benton, Stan Kovacek, Grogan, Tarkman, Winters                               | Jonas Hanson†, Conner, Thomas Frakes†, Baker†                        |
| SG-10 | Průzkum                  | Henry Boyd                                                                   |                                                                      |
| SG-11 | Technický tým            | Edwards, Menard                                                              | Robert Rothman†, Hawkins†, Conner†, Loder†, Sanchez†, Ritter†, Lorne |
| SG-12 | Jednotka námořní pěchoty | Woeste, Conway                                                               | Stevens†                                                             |
| SG-13 | Záchranný tým            | David Dixon, Cameron Balinsky, Simon Wells, Jake Bosworth                    |                                                                      |
| SG-14 | Průzkum                  | Thomas Graham, Blasdale, Astor, Lewis                                        |                                                                      |
| SG-15 | Průzkum                  | Ben Pierce                                                                   |                                                                      |
| SG-16 | Průzkum                  | Albert Reynolds                                                              |                                                                      |
| SG-17 | Průzkum                  | nejmenovaní členové                                                          | Mansfield†, Kevin Elliot†                                            |
| SG-18 | Průzkum                  | nejmenovaní členové                                                          |                                                                      |
| SG-19 | Průzkum                  | nejmenovaní členové                                                          |                                                                      |
| SG-20 | Průzkum                  | nejmenovaní členové                                                          |                                                                      |
| SG-21 | Neznámý                  | nejmenovaní členové                                                          |                                                                      |
| SG-22 | Neznámý                  | Raimi, Balinsky                                                              |                                                                      |
| SG-23 | Neznámý                  | nejmenovaní členové                                                          |                                                                      |
| SG-24 | Neznámý                  | nejmenovaní členové                                                          |                                                                      |
| SG-25 | Jednotka armády          | nejmenovaní členové                                                          |                                                                      |